# Phil Manzanera
Philip Geoffrey Targett-Adams, mais conhecido como Phil Manzanera (Londres, 31 de janeiro de 1951) é um produtor musical e músico do Reino Unido, conhecido a partir do início da década de 1970 como guitarrista da banda Quiet Sun e posteriormente do Roxy Music. Em 2006, co-produziu o álbum On an Island de David Gilmour, participando como músico nas turnês de suporte ao álbum na Europa e na América do Norte. Em 2015, co-produziu também o álbum Rattle That Lock de David Gilmour, do qual novamente participou como músico na turnê mundial de suporte ao álbum.

## Discografia

### Como músico
- Taking Tiger Mountain By Strategy (1974) de Brian Eno
- Fear (1974) de John Cale
- Diamond Head (1975)
- Mainstream (1975) de Quiet Sun
- 801 Live (1976)
- Listen Now (1977)
- K-Scope (1978)
- Primitive Guitars (1982)
- Wetton/Manzanera (1987)
- Nowomowa: The Wasted Lands (1988)
- Crack the Whip (1988)
- Up in Smoke (1989)
- Mato Grosso (com Sérgio Dias) (1990)
- Southern Cross (1990)
- Live at the Karl Marx (1993)
- One World (relançamento de Wetton/Manzanera) (1997)
- Mainstream (1997)
- A Million Reasons Why (1997)
- Manzanera & MacKay (1997)
- Live at Manchester University (1998)
- Vozero (2001)
- Manzanera Archives: Rare One (2000)
- Manzanera Archives: 801 Live @ Hull (2001)
- 801 Latino [live] (2002)
- 6pm (2004)
- 50 Minutes Later (2005)

### Como produtor
- John Cale: Fear (1974)
- Split Enz: Second Thoughts (1976)
- Heroes del Silencio: "Senderos de Traición" (1990)
- Nina Hagen: Revolution Ballroom (1993)
- Heroes del Silencio: "El Espíritu del Vino" (1993)
- Os Paralamas do Sucesso: Severino (1994)
- Fito Páez: Circo Beat (1994)
- Aterciopelados: La Pipa de la Paz (1996)
- David Gilmour: On an Island (2006)
- David Gilmour: Rattle That Lock (2015)
- Pink Floyd: The Endless River (2014)